# قائمة رؤساء كرواتيا
هذه قائمة رؤساء كرواتيا. تاريخيا، كان رؤساء أول الجمهوري للدولة كرواتيا (ثم الجمهورية التي كانت تشكل يوغوسلافيا) رؤساء هيئة رئاسة البرلمان الكرواتي، مكتبا لاسيما متميزة عن رئيس البرلمان. عندما تم إلغاء رئاسة في التعديلات الدستورية لعام 1953، تعثر موقف لرؤساء البرلمان. في عام 1974، جلب دستور جديد عن الرئاسة الكرواتية الجماعية، مع رئيس مجلس الرئاسة رئيسا للدولة للجمهورية. الدستور القادم لسنة 1990 بإلغاء الرئاسة وإنشاء مكتب واحد للرئيس، الذي كان الآن (في ظل نظام شبه رئاسي جديد) أكثر تمكنا بكثير من أي من المكاتب السابقة. حتى هذه النقطة، تمارس مختلف رؤساء الدولة السلطة التنفيذية أقل بكثير حقيقية من رئيس الوزراء.
منذ عام 1990، يتم انتخاب رئيس جمهورية كرواتيا مباشرة لولاية مدتها خمس سنوات وبحد أقصى من ولايتين. ومع ذلك، مع دستور عام 2001، وصلاحيات رئيس الجمهورية (موسع بكثير في عام 1990) والآن تقلصت مرة أخرى بشدة، كما تحولت كرواتيا من نظام شبه الرئاسي، إلى نظام برلماني. كما هو الحال في معظم النظم البرلمانية، ورئيس الجمهورية هو الآن وواسع مكتب الاحتفالية، مع رئيس الوزراء بحكم الأمر الواقع الذي يرأس السلطة التنفيذية. أيضا منذ عام 2001، والرئيس لا يمكن أن يكون عضوا في أي حزب سياسي: هو أو هي يمكن انتخب عضوا في الحزب، ولكن بمجرد انتخاب يجب ان يستقيل من عضوية، وضعت هذا بعلامة النجمة (*) بجوار اسم الحزب السياسي في الجدول.

## رؤساء جمهورية كرواتيا (1990 - الآن)
ملاحظة: انتخب فرانجو تودجمان في 30 مايو 1990 رئيسا لرئاسة جمهورية كرواتيا الاشتراكية، جمهورية المكونة للجمهورية يوغوسلافيا الاتحادية الاشتراكية وعقد مكتب جنبا إلى جنب مع 6 نواب الرئيس للرئاسة. ومع ذلك، مع اعتماد الدستور الجديد يوم 22 ديسمبر عام 1990 تم تغيير اسم الجمهورية، وإزالة كلمة الاشتراكية من اسمها وإلغاء الرئاسة لصالح منصب رئيس جمهورية كرواتيا. أعلن البرلمان الكرواتي الاستقلال في 25 حزيران عام 1991، ولكن بوستبند قرارها حتى 8 أكتوبر 1991، عندما أصبح تودجمان رسميا رئيس دولة مستقلة. وبالتالي، لا يعتبر المكتب الحالي استمرارا للخط من رؤساء الدول الذين يشغلون مناصب في حين كانت كرواتيا جمهورية المكونة في يوغوسلافيا والذي عقد المكتب دون الوطني من رؤساء الدول.
| No. | الصورة | الاسم (الميلاد–الوفاة)            | فترة الحكم | فترة الحكم       | فترة الحكم     | الانتخابات         | الحزب                                                        |
| No. | الصورة | الاسم (الميلاد–الوفاة)            | No. | استلم المنصب     | ترك المنصب     | الانتخابات         | الحزب                                                        |
| --- | --- | --------------------------------- | --- | ---------------- | -------------- | ------------------ | ------------------------------------------------------------ |
| 1   | Franjo Tuđman | فرانيو تودجمان (1922–1999)        | — | 22 ديسمبر 1990** | 12 أغسطس 1992  | —                  | الاتحاد الديمقراطي الكرواتي                                  |
| 1   | Franjo Tuđman | فرانيو تودجمان (1922–1999)        | 1 | 12 أغسطس 1992    | 11 أغسطس 1997  | 1992 (56.73%)      | الاتحاد الديمقراطي الكرواتي                                  |
| 1   | Franjo Tuđman | فرانيو تودجمان (1922–1999)        | 2 | 12 أغسطس 1997    | 10 ديسمبر 1999 | 1997 (61.41%)      | الاتحاد الديمقراطي الكرواتي                                  |
| 1   | Franjo Tuđman | فرانيو تودجمان (1922–1999)        | انتخبه البرلمان رئيسًا لرئاسة الجمهورية الكرواتية في مايو 1990، ولكن مع اعتماد دستور جديد في 22 ديسمبر 1990، تغيير المنصب إلى رئيس جمهورية كرواتيا وألغيت هيئة رئاسة كرواتيا. أجري استفتاء الاستقلال في مايو 1991 وأيد الاستقلال 93% من الناخبين. تلاه إعلان الاستقلال في 25 يونيو 1991، وهو نفس تاريخ إعلان استقلال سلوفينيا. حصلت كرواتيا وسلوفينيا على اعتراف الاتحاد الأوروبي بالاستقلال في 15 يناير 1992 وانضمتا إلى الأمم المتحدة في مايو 1992. أعيد انتخاب تودجمان لولاية ثانية وثالثة بحكم الأمر الواقع في عامي 1992 و1997، وفاز بالانتخابات في المرتين دون الحاجة إلى جولة الإعادة. وهو الرئيس الوحيد الذي انتخب في الجولة الأولى من الانتخابات. توفي في منصبه في ديسمبر 1999. |                  |                |                    |                                                              |
| A   | | فلاتكو بافليتيتش (1930–2007)      | — | 10 ديسمبر 1999   | 2 فبراير 2000  | رئيس بالوكالة      | الاتحاد الديمقراطي الكرواتي                                  |
| A   | أصيب تويمان بالعجز منذ 26 نوفمبر 1999 وتوفي في 10 ديسمبر 1999. أصبح بافليتيتش رئيسًا بالنيابة لكونه رئيس للبرلمان الكرواتي. خلفه زلاتكو تومتشيتش عندما استبدالت جمعية البرلمان الرابعة بالجمعية الخامسة بعد انتخابات عام 2000. | فلاتكو بافليتيتش (1930–2007)      | |                  |                |                    |                                                              |
| A   | | زلاتكو تومسيتش (1945–)            | — | 2 فبراير 2000    | 18 فبراير 2000 | رئيس بالوكالة      | حزب الفلاحين الكرواتي                                        |
| A   | أصبح رئيسًا بالإنابة لأنه رئيس للبرلمان عندما استبدالت جمعية البرلمان الرابعة (1995-2000) بالجمعية الخامسة (2000-2003). خدم حتى أدى ستيبان ميسيتش اليمين كرئيس جديد في 18 فبراير 2000.                                         | زلاتكو تومسيتش (1945–)            | |                  |                |                    |                                                              |
| 2   | Stjepan Mesić | ستيبان ميسيتش (1934–)             | 3 | 19 فبراير 2000   | 18 فبراير 2005 | 2000 (56.01%)      | حزب الشعب الكرواتي - الديمقراطيون الليبراليون* (مستقل رسميًا) |
| 2   | Stjepan Mesić | ستيبان ميسيتش (1934–)             | 4 | 19 فبراير 2005   | 18 فبراير 2010 | 2005 (65.93%)      | حزب الشعب الكرواتي - الديمقراطيون الليبراليون* (مستقل رسميًا) |
| 2   | Stjepan Mesić | ستيبان ميسيتش (1934–)             | هزم دراسين بوديسا في الانتخابات عام 2000. كان أول رئيس بصلاحيات منخفضة، حيث استبدل النظام شبه الرئاسي بنظام برلماني غير مكتمل في نوفمبر 2000. أعيد انتخاب ميسيتش في عام 2005، وهزم يادرانكا كوسور بأغلبية ساحقة. |                  |                |                    |                                                              |
| 3   | Ivo Josipović | إيفو يوسيبوفيتش (1957–)           | 5 | 19 فبراير 2010   | 18 فبراير 2015 | 2009-2010 (60.26%) | الحزب الديمقراطي الاجتماعي* (مستقل رسميًا)                    |
| 3   | Ivo Josipović | إيفو يوسيبوفيتش (1957–)           | هزم ميلان بانديتش بهامش واسع في انتخابات 2010. هُزمته كوليندا جرابار كيتاروفيتش بفارق ضئيل في محاولة إعادة انتخابه في عام 2015. |                  |                |                    |                                                              |
| 4   | Kolinda Grabar-Kitarović | كوليندا غرابار كيتاروفيتش (1968–) | 6 | 19 فبراير 2015   | 18 فبراير 2020 | 2014–15 (50.74%)   | الاتحاد الديمقراطي الكرواتي* (مستقل رسميًا)                   |
| 4   | Kolinda Grabar-Kitarović | كوليندا غرابار كيتاروفيتش (1968–) | هزمت إيفو يوسيبوفيتش في الجولة الثانية من انتخابات عام 2015. وهي أول امرأة تتولى منصب الرئاسة منذ الاستقلال وهي أيضًا الأصغر سنًا حيث تولت الرئاسة عندما كان عمرها 46 عامًا. |                  |                |                    |                                                              |
| 5   | Zoran Milanović | زوران ميلانوفيتش (1966–)          | 7 | 19 فبراير 2020   | في المنصب      | 2019–20 (52.66%)   | الحزب الديمقراطي الاجتماعي* (مستقل رسميًا)                    |
| 5   | Zoran Milanović | زوران ميلانوفيتش (1966–)          | هزم الرئيس الحالي كوليندا غرابار كيتاروفيتش في الجولة الثانية من انتخابات 2020. |                  |                |                    |                                                              |